# Norsjötjärnen (Åsele socken, Lappland, 712985-157894)
Norsjötjärnen är en sjö i Åsele kommun i Lappland och ingår i Gideälvens huvudavrinningsområde. Sjön har en area på 0,0383 kvadratkilometer och ligger 327 meter över havet. Sjön avvattnas av vattendraget Orgån (Tjesjöån).

## Delavrinningsområde
Norsjötjärnen ingår i det delavrinningsområde (713018-157820) som SMHI kallar för Inloppet i Norsjön. Medelhöjden är 373 meter över havet och ytan är 33,41 kvadratkilometer. Det finns ett avrinningsområde uppströms, och räknas det in blir den ackumulerade arean 55,45 kvadratkilometer. Orgån (Tjesjöån) som avvattnar avrinningsområdet har biflödesordning 2, vilket innebär att vattnet flödar genom totalt 2 vattendrag innan det når havet efter 191 kilometer. Avrinningsområdet består mestadels av skog (76 procent) och sankmarker (16 procent). Avrinningsområdet har 1,18 kvadratkilometer vattenytor vilket ger det en sjöprocent på 3,5 procent.